# Barbara Lawrence
Pour les articles homonymes, voir Lawrence.
Barbara Lawrence est une actrice américaine, née Barbara Jo Lawrence le 24 février 1930 à Carnegie (Oklahoma) et morte le 13 novembre 2013 à Los Angeles (Californie).

## Biographie
Barbara Lawrence mène une assez courte carrière à l'écran, participant pour le cinéma à seulement vingt-trois films américains, sortis entre 1945 et 1957. Mentionnons le film d'aventure Capitaine de Castille d'Henry King (1947, avec Tyrone Power et Jean Peters), la comédie dramatique Chaînes conjugales de Joseph L. Mankiewicz (1949, avec Jeanne Crain, Linda Darnell et Ann Sothern), le film musical Oklahoma ! de Fred Zinnemann (1955, avec Gordon MacRae et Gloria Grahame), ou encore le thriller Le Salaire du diable de Jack Arnold (son avant-dernier film, 1957, avec Jeff Chandler et Orson Welles).
À la télévision, entre 1950 et 1962, Barbara Lawrence collabore à un téléfilm (1956) et vingt-et-une séries, dont la série-western Cheyenne (un épisode, 1956) et la première série policière Perry Mason (quatre épisodes, 1958-1962).
Pour cette contribution au petit écran, une étoile lui est dédiée sur le Walk of Fame d'Hollywood Boulevard.

## Filmographie

### Au cinéma

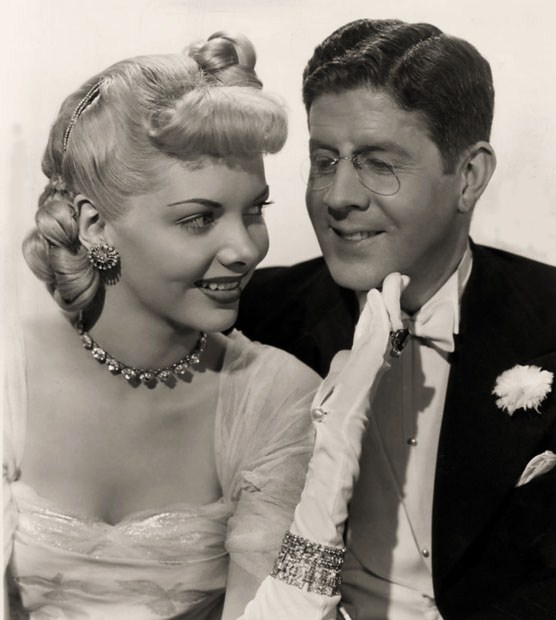
Barbara Lawrence et Rudy Vallée dans Infidèlement vôtre (Unfaithfully Yours) en 1948

- 1945 : Broadway en folie (Diamond Horseshoe), de George Seaton
- 1946 : Margie, de Henry King
- 1947 : Capitaine de Castille (Captain from Castile), de Henry King
- 1948 : Choisie entre toutes (You Were Meant for Me) de Lloyd Bacon
- 1948 : Infidèlement vôtre (Unfaithfully Yours), de Preston Sturges
- 1948 : Broadway mon amour (Give Me Regards to Broadway), de Lloyd Bacon
- 1948 : La Dernière Rafale (The Street with No Name), de William Keighley
- 1949 : Les Bas-fonds de Frisco (Thieves' Highway), de Jules Dassin
- 1949 : Chaînes conjugales (A Letter to Three Wives), de Joseph L. Mankiewicz
- 1949 : Maman est étudiante (Mother is a Freshman), de Lloyd Bacon
- 1950 : Peggy (en), de Frederick De Cordova
- 1951 : Les Coulisses de Broadway (Two Tickets to Broadway), de James V. Kern
- 1952 : La Star (The Star), de Stuart Heisler
- 1952 : Here Come the Nelsons de Frederick De Cordova
- 1953 : Arena, de Richard Fleischer
- 1953 : Paris Model, d'Alfred E. Green
- 1954 : Les Fils de Mademoiselle (Her Twelve Men), de Robert Z. Leonard
- 1954 : Jesse James contre les Dalton (Jesse James vs. the Daltons), de William Castle
- 1955 : Oklahoma !, de Fred Zinnemann
- 1955 : L'Homme au fusil (Man with the Gun), de Richard Wilson
- 1957 : Le Conquérant de l'Univers (Kronos), de Kurt Neumann
- 1957 : Le Salaire du diable (Man in the Shadow), de Jack Arnold
- 1957 : Joe Dakota de Richard Bartlett (en)
- 1957 : Kronos de Kurt Neumann : Vera Hunter
- 1957 : Le Marchand de fanfares  (Music Man), de Morton DaCosta

### À la télévision (sélection)
(séries, sauf mention contraire)
- 1956 : Cheyenne
  - Saison 1, épisode 15 The Last Train West de Richard L. Bare
- 1956 : Have Camera Will Travel, téléfilm de William A. Seiter
- 1958 : Trackdown
  - Saison 2, épisode 9 The Avenger
- 1960 : Bat Masterson
  - Saison 3, épisode 2 Law of the Land d'Herman Hoffman
- 1960 : Bonanza
  - Saison 2, épisode 8 The Abduction de Charles F. Haas
- 1958-1962 : Perry Mason, première série
  - Saison 1, épisode 26 The Case of the Half-Wakened Wife (1958)
  - Saison 2, épisode 8 The Case of the Jilted Jockey (1958) de William D. Russell
  - Saison 4, épisode 13 The Case of the Envious Editor (1961) de László Benedek
  - Saison 5, épisode 16 The Case of the Shapely Shadow (1962) de Christian Nyby

## Galerie photos

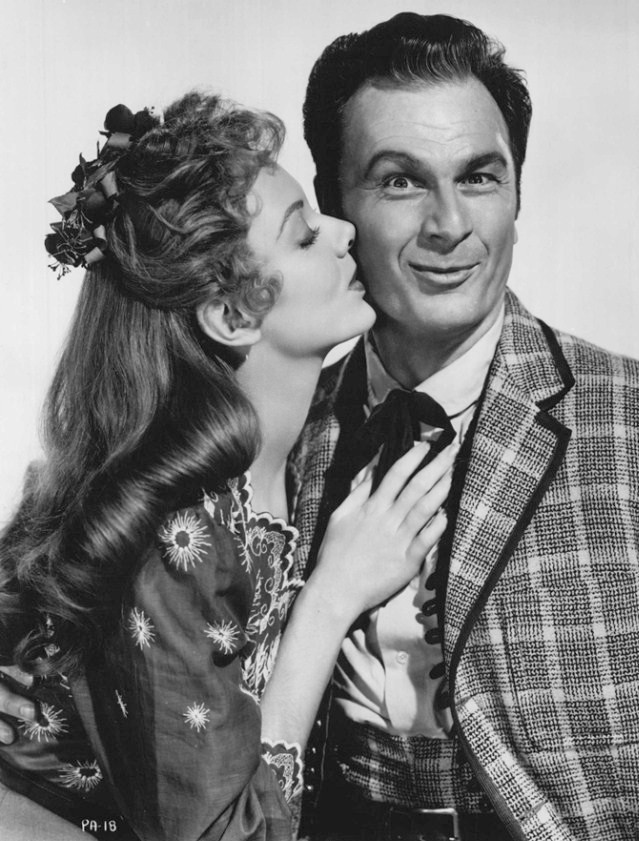
Avec Eddie Albert, dans Oklahoma ! (1955, photo promotionnelle)
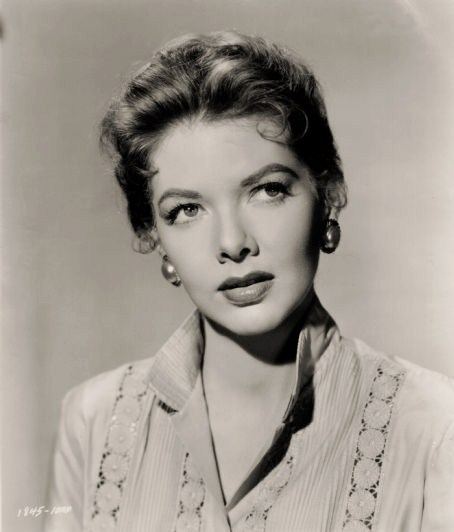
Dans Le Salaire du diable (1957, photo promotionnelle)
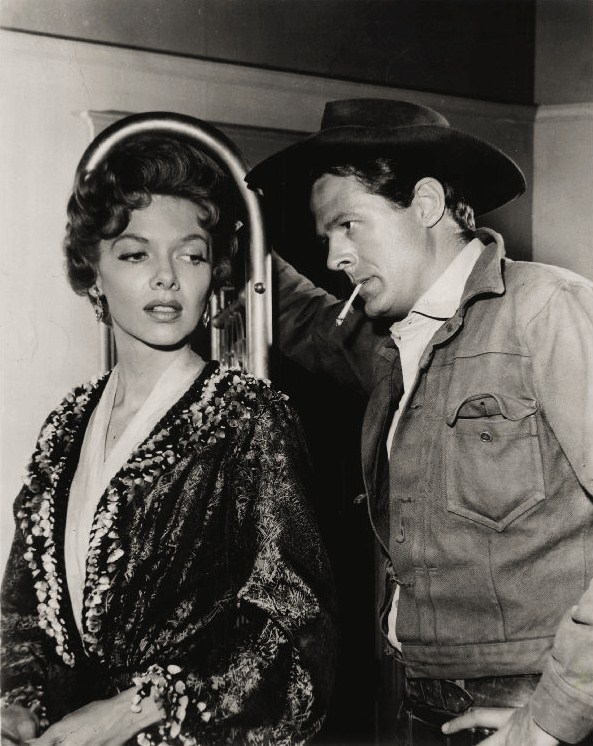
Avec Robert Culp, dans Trackdown (1958, photo promotionnelle)